# Molí d'en Rigat
El Molí d'en Rigat és una obra de la Pobla de Claramunt (Anoia) inclosa a l'Inventari del Patrimoni Arquitectònic de Catalunya.

## Descripció
Molí situat a un extrem del nucli urbà. Es tracta d'un senzill edifici del segle xviii amb moltes finestres a les façanes. En el seu interior s'hi exposen diferents tipus d'atuells i estris que l'home ha fabricat al llarg de la història per a l'abastament d'aigua: rodes de calaixos, filtres, models d'aixetes... El conjunt exterior es mostra bastant malmès.